# Elasmosaurinae
De Elasmosaurinae zijn een groep Plesiosauria.
In 1869 benoemde Edward Drinker Cope een familie Elasmosauridae.
In 2016 definieerde Rodrigo Antonio Otero Gonzalez een clade Styxosaurinae als de laatste gemeenschappelijke voorouder van Terminonatator, Styxosaurus (=’Hydralmosaurus’), Albertonectes en Elasmosaurus; en al zijn afstammelingen. José O'Gorman wees er in 2020 op dat aangezien de naam van deze groep de vorm heeft van een onderfamilie en Elasmosaurus bevat, hij Elasmosaurinae moet heten, waarvan dan Cope de formele naamgever is. Samuel Paul Welles had in 1962 als eerste de naam Elasmosaurinae gebruikt. O'Gorman gaf daar meteen een andere definitie van als stamclade: de groep bestaand uit Elasmosaurus platyurus en alle soorten nauwer verwant aan Elasmosaurus dan aan Aristonectes parvidens.
De Elasmosaurinae zijn een groep elasmosauriden uit het Campanien van Noord-Amerika met een lange nek (zestig halswervels of meer) die veel langer is dan de romp, langgerekte middelste halswervels (1,6 tot tweemaal langer dan breed), middelste halswervels die even breed zijn als hoog, een schedel die minder dan een tiende heeft van de lengte van de nek en een basaal laag aantal ruggenwervels, zeventien tot negentien.